# Kloster Prouille

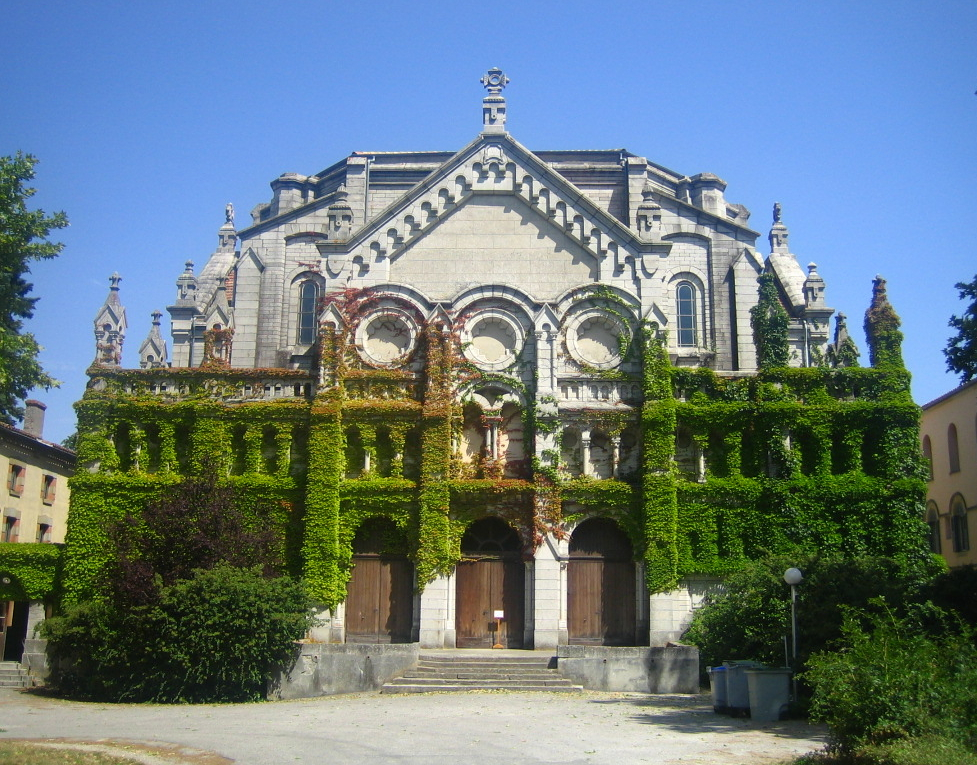
Klosterkirche von Prouille

Das Kloster Prouille bzw. Prouilhe (okzitanisch: Prolha) wurde im Jahre 1206 durch die Heiligen Dominikus und Diego de Acebo im Weiler Prouille, der heute zur Gemeinde Fanjeaux im französischen Département Aude (Region Okzitanien) gehört, gegründet. Das Nonnenkloster gilt als Wiege des Dominikanerordens.

## Geschichte
Einige Jahre vor Beginn des Albigenserkreuzzugs errichtete der heilige Dominikus mit Genehmigung des Bischofs von Toulouse, Folquet de Marselha, in einem damals baufälligen Dorf ein Kloster und baute es zu einer geistigen Festung gegen das Katharertum aus. Prouille wurde zu einem Zufluchtsort für Frauen, die vom Katharertum zum Katholizismus konvertiert waren. Die ersten Nonnen in Prouille gehörten dem Augustinerorden an. Am 15. August 1217 versammelte Dominikus seine ersten Anhänger in Prouille, um sie mit dem Predigtauftrag in die Welt zu schicken. Mit dem Konkordat von Bologna zwischen Papst Leo X. und dem französischen König Franz I. verlor das Kloster im Jahr 1516 seine Autonomie und wurde zu einem königlichen Priorat.

## Architektur
Die Klostergebäude mitsamt der Kirche wurden während der Französischen Revolution mit Ausnahme eines Schlusssteins völlig zerstört und im 19. Jahrhundert nach Plänen des Dominikaners Jean Baptiste Henri Lacordaire in teilweise neoromanisch-byzantinischem Stil wiedererrichtet.

## Wiederbesiedelung
Henri Lacordaire entdeckte den Ort 1852. Dank einer reichen Stifterin kam es von 1857 bis zum Tod Lacordaires 1861 zu einer ersten Wiederaufbauwelle. Hyacinthe-Marie Cormier gewann die Dominikanerinnen von Nay (dort bis 1972) für eine Wiederbesiedelung im Jahre 1880, die dank anfänglich zahlreicher Berufungen lebensfähig war und bis heute besteht. Geistlicher Betreuer war ab 1955 Alex-Ceslas Rzewuski.